# 貸出文庫
貸出文庫（かしだしぶんこ）とは、ある程度の量の書籍を図書館で揃え、読書グループや青年団、職場、公民館、学校、保育所などに貸し出すもののことである。厳密には巡回文庫（じゅんかいぶんこ）とは異なるが、実際には同義として用いられることが多い。

## 定義
貸出文庫とは「図書館と貸出を受ける団体の間を図書が直接往復する方法（直送式）」をいい、厳密には「いくつかの団体の間を図書が巡回する方法（回送式）」をいう巡回文庫とは区別される。しかし、貸出文庫と巡回文庫は実際には同義として用いられることが多い。